# Satanocrater
- Commons
- Wikispecies

Satanocrater Schweinf., 1868, segundo o Sistema APG II, é um gênero botânico da família Acanthaceae, distribuido nas regiões tropicais da África.

## Sinonímia
- Haemacanthus S.Moore

## Espécies
As principais espécies são:
- Satanocrater berhautii
- Satanocrater coccineus
- Satanocrater fellatensis
- Satanocrater fruticulosa
- Satanocrater paradoxa
- Satanocrater ruspolii
- Satanocrater somalensis